# Parc naturel de la Kuja
Le Parc naturel de la Kuja (en letton: Dabas parks “Kuja“) est un parc naturel en Lettonie situé en Vidzeme dans la municipalité de Madona. Le site s'étend sur 107,88 km2 sur 19,6km le long de la rivière Kuja et fait l'objet d'une protection depuis 2004.
Il abrite plusieurs types de paysages, des prairies, des forêts mixtes sarmatiques ainsi que des forêts alluviales.
Le parc naturel appartient au réseau Natura 2000 qui rassemble des sites naturels ou semi-naturels de l'Union européenne ayant une grande valeur patrimoniale.

## Une réserve ornithologique
La création du parc naturel a été motivée par la protection des oiseaux. Son territoire regroupe plusieurs habitats pour une très grande diversité d'espèces d'oiseaux et de populations d'importance internationale de la directive Oiseaux ainsi que des espèces protégées en Lettonie. Au total, 29 espèces d'oiseaux protégées ont été identifiées dans la zone, dont la plus importante densité de nidification en Lettonie d'aigles pomarins (90 sites de nidification répertoriés au sein du parc) ainsi que des cigognes noires, des bécassines doubles, des râles des genêts, des busards des roseaux, des cygnes chanteurs ou encore des hiboux des marais.

## Autres espèces protégées
Plusieurs espèces protégées ont été identifiées au sein du parc naturel dont 9 espèces de mammifères menacées, 7 invertébrés, 9 plantes, 5 mousses et 14 lichens.